# Csongor Barnabás
Csongor Barnabás (Miskolc, 1923. szeptember 20. – Budapest, 2018. március 30.) sinológus, műfordító. Az ELTE Bölcsészettudományi Kar (ELTE-BTK) Kelet-ázsiai Tanszékének docense. (Kínai neve: pinjin hangsúlyjelekkel: Chén Guó, magyar népszerű átírás: Csen Kuo, hagyományos kínai: 陳國; egyszerűsített kínai: 陈国.)

## Élete és munkássága
1941-ben érettségizett, Beregszászban. 1942-től a ELTE Bölcsészettudományi Kar magyar–olasz szakán tanult, itt kezdett el foglalkozni a kínai nyelvvel is. 1947-ben védte meg doktoriját az Újgur írásos kínai szórványok témakörében.
1948–49-ben a Hopp Ferenc Kelet-Ázsiai Művészeti Múzeum munkatársa volt, 1950 júniusában lett tudományos kutató az ELTE Kelet-ázsiai Tanszékén. 1960-ban kandidátusi fokozatot szerzett („Idegen írásos szövegek a T’ang-korból”). 1962-ben egyetemi docens, majd 1963–83 között a Kínai és Kelet-ázsiai Tanszék vezetője lett. 1990-ben vonult nyugalomba.
Számos hosszabb tanulmányúton járt Kínában. 1971 decemberétől 1973 januárjáig a Princetoni Egyetem vendégkutatója volt Ford-ösztöndíjjal.
Nevéhez fűződik a klasszikus kínai irodalom legnagyobb alkotásai közül többnek (Nyugati utazás, Vízparti történet) az átültetése magyar nyelvre.

## Néhány fontosabb munkája

### Idegen nyelven
- Chinese in the Uighur Script of the T'ang-period: Acta Orientalia Academiae Scientiarum Hungaricae, Budapest II, 1952, 73–122.
- Remarks on a Problem of Negation in Middle Chinese: Acta Orientalia Academiae Scientiarum Hungaricae XI, 1960, 69–74.
- Some Chinese Texts in Tibetan Script from Tun-huang: Acta Orientalia Academiae Scientiarum Hungaricae X, 1960, 97–140.
- A Chinese Buddhist Text in Brahmi Scipt: Unicorn (Chi-lin), Princeton (N.J.USA) No. 10, August 1972, 36–77.
- On the Prehistory of the Shui hu chuan: Acta Orientalia Academiae Scientiarum Hungaricae XXV 1972, 77–81.
- Literature and Linguistics as means for understanding modern China: Conference of the European Association of Chinese Studies, Ortisei, Italy, 5th Sept 1978.
- Die Möglichkeiten des klassischen chinesischen Romans...: Literaturen Asiens und Afrikas, Theoreitische Probleme, Berlin 1981, 225–229.
- The chuang in the Shuihuchuan, A Contribution to the His-tory of Landownership in China: Acta Orientalia Academiae Scientiarum Hungaricae XXXV, 1981, 275–289.
- Shuihuzhuan yu Xiyouji fenxi bijiao: Chung-Wai Literary Monthly, Vol. 11, No. 2, Taibei July 1982, 60–65.
- Über die Grenzen des Anti-Konfuzianismus: Konfuzianismus und die Modernisierung Chinas, Silke Krieger–Rolf Trauzettel (Hrsg.), Hase und Koehler Verlag, Mainz 1990, 543–547.

### Magyarul
- Ujgur írásos kínai szórványok (Doktori értekezés): Kelet-ázsiai dolgozatok 2., Budapest 1947, 24 o. + 2 t.
- Egy párhuzamos átvétel: tea és csája: Pais-emlékkönyv, Budapest 1956, 276–279.
- Kínai műfordításainkról: Filológiai Közlöny, Budapest, 1960/2, 197–207.
- Antal László–Csongor Barnabás–Fodor Istvánː A világ nyelvei; Gondolat, Bp., 1970
- A hősök történetisége a kínai regényben: Helikon, Budapest 1974, 2, 240–245.
- A kínai írás mint a kultúra terjesztésének eszköze és akadálya: Kultúrák sorsa a fejlődő világban (Történelem és kultúra 1.) Orientalisztikai Munkaközösség, Bp. 1985, 41–49.
- Emberi világ egy kínai regényben: Kína kultúrája Magyarországon (Történelem és kultúra 2.) Orientalisztikai Munkaközösség, Bp. 1985, 44–56.
- A kínai konyha: Aladdin konyhája, Minerva, 1986, 179–210.
- A Vízparti történet sorsa a Kínai Népköztársaságban: Keletkutatás 1988. ősz, 67–73.
- Kína vallásai. Források; KCST, Bp., 1989 (Keleti vallások)
- A földtulajdon kérdéséhez Kínában – a csuang-birtok a Vízparti történet c. regényben: Keletkutatás 1990. tavasz, 3–22.
- Kínai források az ázsiai avarokról. Történelem és kultúra 9. Orientalisztikai Munkaközösség, Budapest, 1993
- A kínai nevek és szavak magyar átírása. Akadémiai Kiadó, Budapest, 1993 (Ferenczy Máriával)

## Műfordításai
- Li Taj-po versei (válogatás, nyersfordítás, utószó, jegyzetek), Európa Könyvkiadó, Budapest, 1951
- Po Csü-ji versei (válogatás. nyersfordítás, jegyzetek), Szépirodalmi Könyvkiadó, Budapest, 1952
- Tu Fu versei (válogatás, nyersfordítás, előszó, jegyzetek), Új Magyar Kiadó, Budapest, 1955
- Csao Su-li: Li Ju-caj dalocskái (fordítás, utószó), Európa Könyvkiadó, 1959
- Si Naj-an: Vízparti történet I–II. (fordítás, előszó, jegyzetek), A Világirodalom Klasszikusai sorozat, Európa Könyvkiadó, 1961
- Klasszikus kínai elbeszélések; vál., bev. Tőkei Ferenc, ford. Csongor Barnabás et al., versford. Kalász Márton et al.; Európa, Bp., 1962 (A világirodalom klasszikusai)
- Klasszikus kínai költők I–II. (előszó, a II. kötet válogatása és jegyzetei), Európa Könyvkiadó, 1967 (Tőkei Ferenccel)
- Vu Cseng-en: Nyugati utazás, avagy a majomkirály története I–II. (fordítás, utószó), Európa Könyvkiadó, 1969
- A Jen-beli Tan herceg története: Keletkutatás 1976–77, 43–52.
- Li Taj-po, Tu Fu, Po Csü-ji versei (válogatás az előző kötetekből, jegyz.), Lyra Mundi sorozat, Európa Könyvkiadó, 1976
- Si Naj-an: Vízparti történet I–III. Javított és bővített kiadás (fordítás, utószó, jegyzetek), A Világirodalom Remekei sorozat, Európa Könyvkiadó, 1977
- Henri Maspero: Az ókori Kína (fordítás franciából). Gondolat Kiadó, Budapest, 1978
- Vu Cseng-en: Nyugati utazás, avagy a majomkirály története I–II. (2. kiadás, jegyzetekkel), Európa Könyvkiadó, 1980
- Tung Jüe: Ami a Nyugati Utazásból kimaradt (fordítás, utószó, jegyzetek), Európa Könyvkiadó, 1980
- Liu Oː Öreg Can kóborlásai; ford., utószó Polonyi Péter, versford. Csongor Barnabás, Kiss Zsuzsa; Európa, Bp., 1985
- Szu Hsziao-kang – Vang Lu-hsziang: A Sárga Folyó áldozatai – A pekingi televízió 1988-as hatrészes sorozatának rövidített szövege: Helikon Világirodalmi Figyelő, 1991, 3–4, 322–358.
- Li Cse: Értekezés a fegyverekről és az élelemről – Egy másként gondolkodó a XVI. századi Kínában: Műhely, kulturális folyóirat 1992. XV. évfolyam 2. sz. 57–60.
- A rászedett kísértet. Régi kínai kísértethistóriák és más különös történetek; vál., szerk, utószó, jegyz. Tőkei Ferenc, ford. Csongor Barnabás et al.; Nippon Grafikai Stúdió, Bp., 1995
- Arthur Cotterell: Kína; ford. Fery Veronika, átdolg. Csongor Barnabás; Park, Bp., 1996 (Szemtanú)
- A tea és a bor vetélkedése; ford. Csongor Barnabás, Donga György, jegyz. Tőkei Ferenc; Balassi, Bp., 1996 (Kínai-magyar könyvek)
- Han-san: A bölcs vigyor; ford. Károlyi Amy, vál., ford., jegyz. Tokaji Zsolt, versvál., nyersford., előszó Csongor Barnabás; Terebess, Bp., 1997
- A kínai zene elméletéből; vál., gond., ford. Tőkei Ferenc, függelék szövegford. Csongor Barnabás, Weöres Sándor, Tőkei Ferenc prózafordítása alapján Szerdahelyi István öntötte versbe; Orientalisztikai Munkaközösség–Argumentum, Bp., 2000
- Gudai guiji; ford. Csongor Barnabás, Kara György, Tőkei Ferenc; Eötvös József, Bp., 2001 (Zhong-xiong shuce)
- Huszadik századi kínai novellák. Kínai dekameron; vál., szerk. Kalmár Éva, ford. Csongor Barnabás et al.; Noran, Bp., 2008 (Modern dekameron)
- Mo Yan: Békák; ford. Zombory Klára, versbetétek ford. Csongor Barnabás, Tőkei Ferenc, Weöres Sándor; Noran Libro, Bp., 2014